# Abri Castanet
L'abri Castanet est un des abris sous roche du site Castel Merle (ou Castermerle) sur le territoire de la commune de Sergeac en Dordogne (France). Il comporte des gravures préhistoriques datant de l'Aurignacien. Ce site paléolithique est classé au titre des monuments historiques le 18 octobre 1912.

## Fouilles et découvertes
L'abri Castanet, comme son voisin l’abri Blanchard, a été fouillé par Marcel Castanet entre 1911 et 1913, pour le musée des Eyzies. Ces deux abris sous roche sont connus pour avoir fourni parmi les premières manifestations pariétales aurignaciennes et une grande quantité d'éléments de parure (perles en ivoire de mammouth, coquillages marins percés, dents percées…). Les fragments effondrés de paroi, ornés de gravures et peintures, ont été étudiés et publiés par Denis Peyrony (1935), Henri Breuil (1952), puis par Brigitte et Gilles Delluc (1978). L'historique des fouilles a été reconstitué grâce aux notes, plans et coupes de Marcel Castanet.
De 1995 à 1998, Randall White et Jacques Pelegrin reprennent les fouilles à l'abri Castanet, dans la partie sud du talus.
En 2012, des gravures d'animaux et de symboles sont découvertes sur une plaque rocheuse. 

## La plaque gravée aurignacienne
La plaque rocheuse, d'une tonne et demie, s'est détachée de la paroi. Elle est gravée de formes parfois teintées d'ocre : des vulves, des phallus, des figures géométriques et des animaux, plus particulièrement des chevaux.
Une datation au 14C lui donne un âge de 37 000 ans, ce qui en fait une des représentations pariétales parmi les plus anciennes au monde[réf. à confirmer]. avec celles de la grotte Chauvet et de la grotte de Baume-Latrone dans la vallée du Rhône. 

Cependant, compte tenu de la fiabilité des mesures établies à partir du carbone 14, la préhistorienne Brigitte Delluc ne confirme pas une datation aussi précise, rappelant que le mobilier déjà trouvé à Castel Merle daterait de −30 000 à −35 000 ans.

## Protection
L'abri Castanet est classé au titre des monuments historiques depuis le 18 octobre 1912.